# Weekend Warriors
Weekend Warriors es el cuarto álbum de estudio del guitarrista Ted Nugent, lanzado en 1978. Es el primer disco de Nugent en el que no participa el vocalista Derek St. Holmes (hasta el disco Nugent de 1982), siendo reemplazado por Charlie Huhn. El bajista Rob Grange también abandonó la agrupación y fue reemplazado por John Sauter.

## Lista de canciones
1. "Need You Bad" – 4:19
2. "One Woman" – 4:04
3. "I Got the Feelin'" – 3:05
4. "Tight Spots" – 2:55
5. "Venom Soup" – 5:47
6. "Smokescreen" – 4:15
7. "Weekend Warriors" – 3:09
8. "Cruisin'" – 3:26
9. "Good Friends and a Bottle of Wine" – 4:00
10. "Name Your Poison" – 4:30

## Personal
- Ted Nugent - guitarra, voz
- Charlie Huhn - guitarra, voz
- John Sauter - bajo
- Cliff Davies - batería